# Torno de los niños expósitos en España

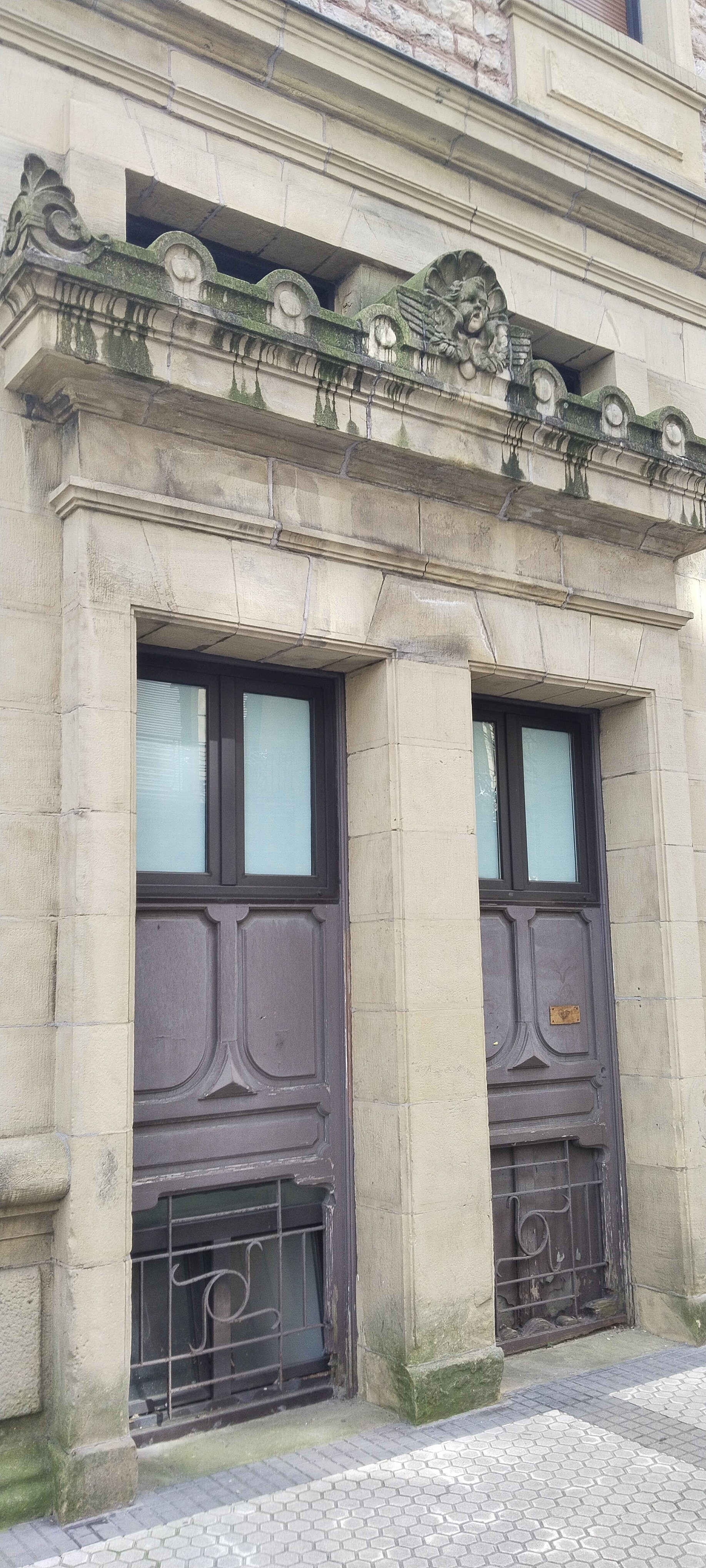
Angel protector sobre lugar del antiguo torno en San Sebastián. Clausurado en 1916.

El torno de los niños expósitos  era un dispositivo que servía para entregar de forma anónima a un niño,  generalmente, un recién nacido.  
Junto al torno había siempre una persona destinada a recibirlos acudiendo rápidamente al sonido del timbre que se accionaba al depositar a la criatura. 
Tuvo su máxima vigencia en España durante  los siglos XVIII y  XIX desapareciendo en el primer tercio del siglo XX. Se estima que aproximadamente medio millón de niños fueron entregados mediante este mecanismo en territorio español.
El momento más habitual para el abandono era durante la madrugada, especialmente antes del alba. En muchas ocasiones, los niños eran acompañados por notas manuscritas que expresaban desesperación o súplica, con mensajes como "Cuídelo por Dios" o "Lo dejo con toda mi pena".

## Antecedentes históricos
Originario de la Italia medieval, para el año 1800 el torno estaba completamente extendido por Europa . Se trataba de un dispositivo cilíndrico adosado a la pared que giraba sobre un eje, con un lado abierto en el que se depositaba al niño desde la calle. Por medio de una campanilla se avisaba desde el exterior de que se había producido un abandono y desde dentro se giraba el mecanismo para recuperar al niño.
En  1796 se  puso fin a la condena penal al abandono prohibiendo detener o interrogar a cualquier persona que llevara un niño para abandonar
en la casa de expósitos. Al mismo tiempo, reforzaba la condena de cualquier tipo de abandono que no se realizara en los lugares destinados para ello. Los tornos, ya existentes en algunos lugares, adquirieron a partir de este momento una importancia capital y proliferaron en los lugares donde no existían, convirtiéndose en los garantes del abandono anónimo.
Otro cambio legislativo importante en el ámbito del abandono fue la tipificación como delito del aborto en el código penal español desde 1822 hasta finales del siglo XX.
Durante el siglo XIX las modalidades de abandono fueron experimentando una notable evolución. El torno fue sustituyendo a la exposición que era el abandono en lugares públicos o descampados. Con el tiempo se fue implantando un nuevo modo de abandono,  en todas las Inclusas se fueron abriendo departamentos de maternidad donde ingresaban las embarazadas a partir del 7.° mes. En medio de medidas extremas de clandestinidad permanecían allí escondidas hasta que daban a luz y luego salían, dejando en la gran mayoría de los casos a los niños en el establecimiento.
En la inclusa de Pamplona la evolución del abandono en el torno fue la siguiente:
|            | 1832 | 1882 | 1932 |
| ---------- | ---- | ---- | ---- |
| Maternidad | 33%  | 40%  | 64%  |
| Exposición | 21%  | 10%  | 0.5% |
| Torno      | 26%  | 29%  | 14%  |

Los tornos en España fueron desapareciendo en el primer tercio del siglo XX. En Madrid en 1922 y en Barcelona en 1931.
Entre el siglo XIX y el siglo XX medio millón de niños pasaron por el torno en España.

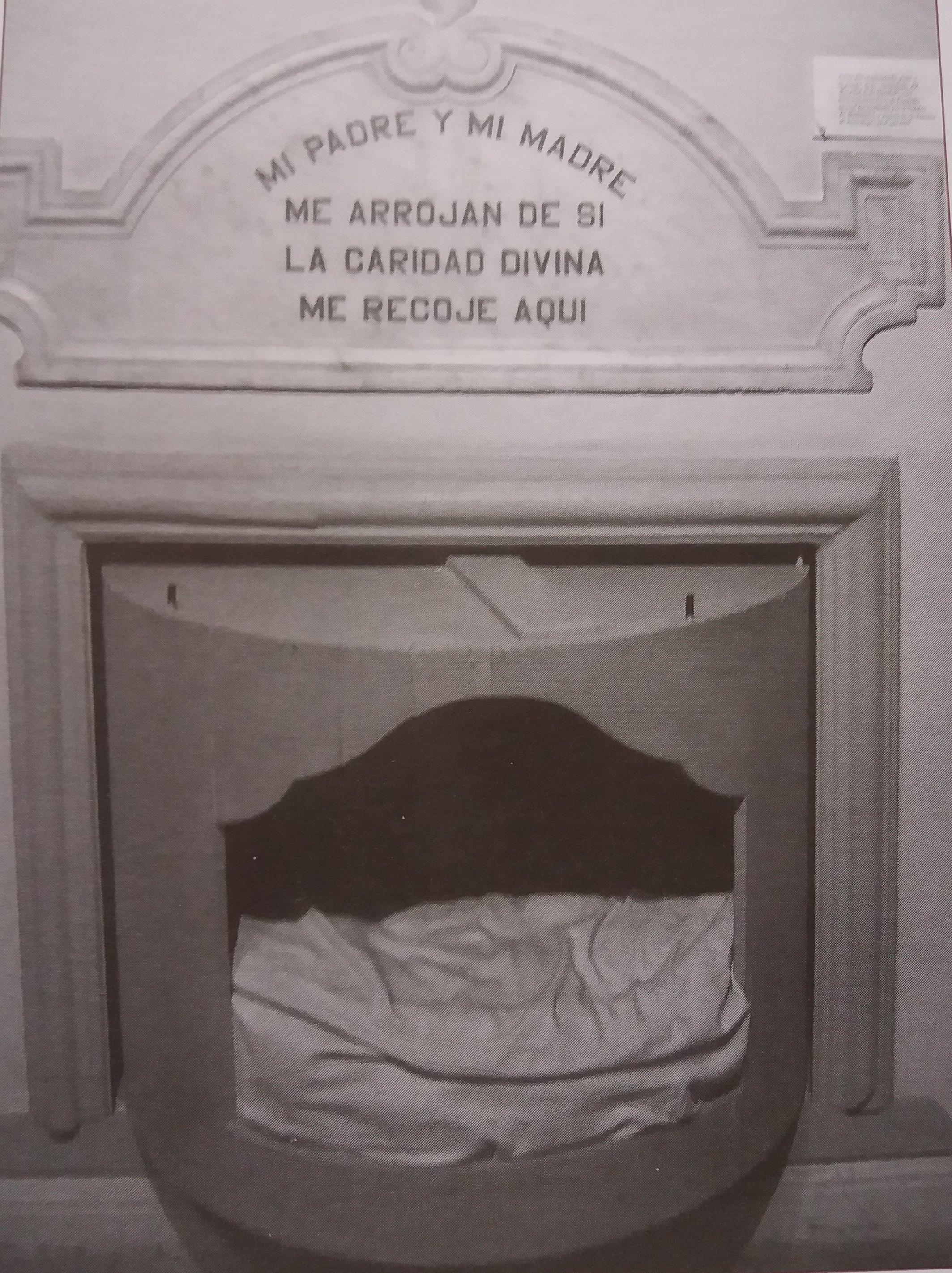
Torno de niños abandonados

## Instituciones gestoras
Las dos modalidades de gestión, que en muchas ocasiones estaban interrelacionadas, fueron las entidades privadas fundamentalmente religiosas principalmente las Hijas  de la Caridad. En este caso sobre el torno figuraban frases como: Mi padre y mi madre me arrojaron de sí, la caridad divina me acoge aquí".
Los hospicios y casas cuna  públicos  regidas fundamentalmente por las Diputaciones Provinciales que contrataban en muchas ocasiones a órdenes religiosas para su mantenimiento. En otras ocasiones contrataban a las denominadas torneras. 
Para ser tornera se exigían dos requisitos: condiciones de moralidad adecuadas y que ella o su marido supieran leer y escribir para emitir los informes.

## Los niños y las niñas
Los niños eran abandonados en las primeras 24 o 48 horas de vida frecuentemente antes del alba. En España la mayoría de los niños abandonados eran hijos de madres solteras y en menor medida en matrimonios empujados por la miseria o malformaciones del niño.
El torno consiguió una reducción de la mortalidad infantil respecto a la exposición (en descampados o en lugares públicos) que tenía índices de mortalidad superiores al 80 % al fallecer muchos niños en el traslado a las inclusas.
La mortalidad en el torno era superior al 50 % de los niños. Sirva como ejemplo el estudio realizado en 1890 por el médico municipal Galo Aristizábal en el que concluyó que el 52% de los niños abandonados en la casa torno de San Sebastián fallecían.

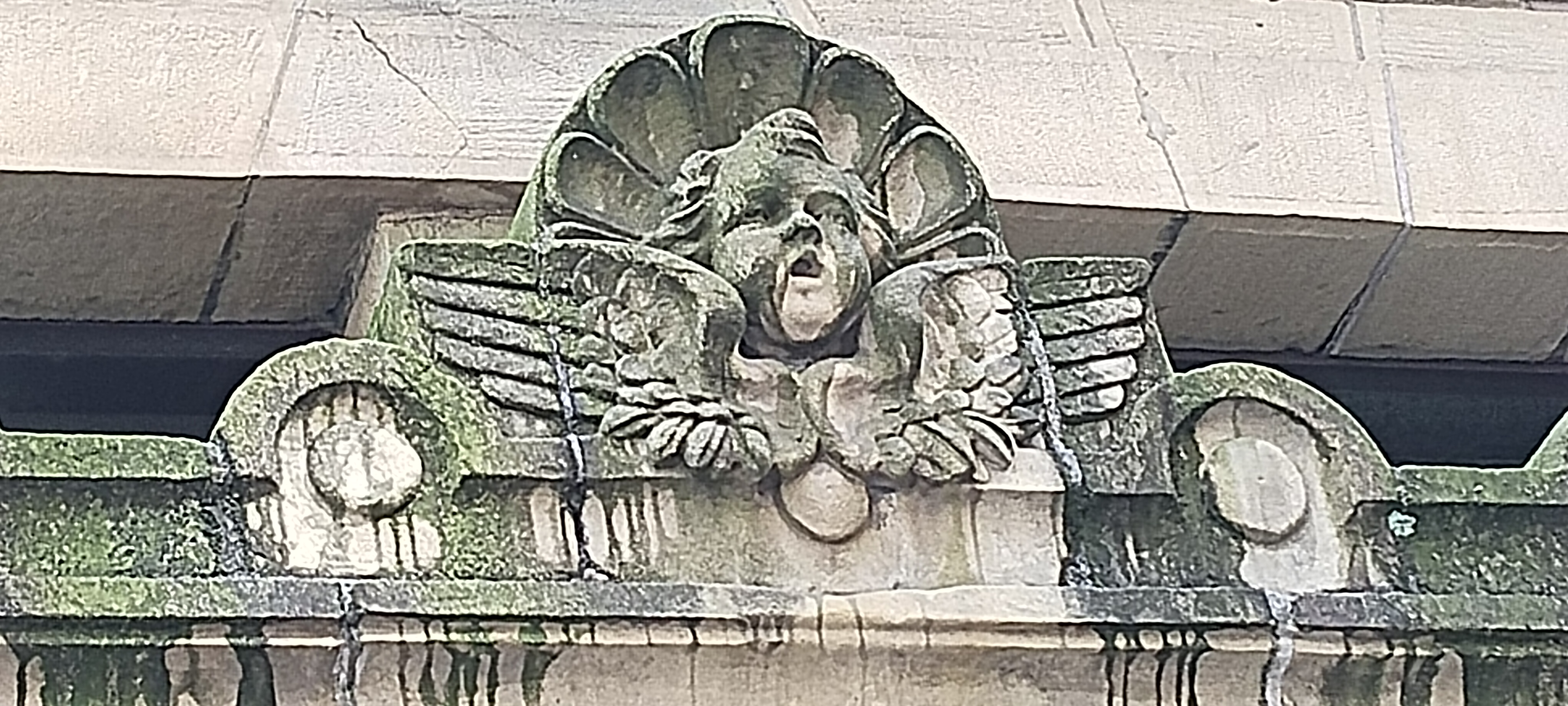
Detalle del ángel protector sobre el antiguo torno de San Sebastián

Las causas de fallecimiento eran principalmente  por infecciones (viruela, sarampión, difteria, tos ferina etc) o por intolerancias digestivas producidas por alimentación con leche de  burra o de cabra.
En el siglo XIX el índice de mortalidad infantil en la sociedad era del 25 % por lo que existía cierta cotidianidad al fallecimiento infantil.
Los niños llevaban habitualmente ropas  modestas y en muchas ocasiones portaban cédulas con indicaciones.
Las indicaciones más frecuentes eran sobre el estado bautismal de la criatura, si tenía un nombre (que normalmente se respetaba), a veces el motivo del abandono y otras veces llevaban señales como una cinta atada en algún lugar del cuerpo o una medallita etc. Esto último era para reconocer el niño cuando lo recuperaran con el tiempo aunque la realidad era que el índice de recuperación era mínimo (menor del 5% en el siglo XIX ).
Es destacable la marginación y la incomprensión que sufrieron las madres y los niños abandonados a lo largo de la historia por parte de la sociedad.